# Jaime Lucas Ortega y Alamino
Jaime Lucas Ortega y Alamino (Jagüey Grande, 18 de outubro de 1936 - Havana, 26 de julho de 2019) foi um cardeal cubano e arcebispo emérito de San Cristóbal de la Habana.

## Biografia
O pai de Jaime Lucas Ortega y Alamino trabalhava na fábrica de açúcar próxima de Jagüey Grande e depois foi lojista. Aos cinco anos, sua família mudou-se para a cidade de Matanzas, onde estudou na prestigiada escola Arturo Echemendía e depois no Instituto Avançado de Estudos Secundários de Matanzas. Obteve seu diploma em artes e ciências em 1955 e depois de um ano na universidade, ingressou no seminário diocesano de San Alberto Magno em Matanzas, dirigido pelos Padres para as Missões Estrangeiras de Quebec. Após quatro anos de estudos, foi enviado por seu bispo para o seminário das Missões Estrangeiras, em Quebec, Canadá.
Retornando a Cuba, recebeu a ordenação presbiteral no dia 2 de agosto de 1964, pelas mãos de Dom José Maximino Eusebio Domínguez y Rodríguez, na Catedral de São Carlos Borromeo em Matanzas. Serviu como vigário coadjutor de Cárdenas até 1966, quando foi detido em um dos campos das Unidades Militares de Ajuda à Produção (UMAP). Em 1967, ao final da prisão, foi nomeado pároco de Jagüey Grande.
No período em que os padres eram poucos e distantes entre si, Padre Jaime foi responsável por várias paróquias e igrejas. Em 1969 foi nomeado pároco da Catedral de Matanzas. Ao mesmo tempo, foi responsável pela paróquia de Pueblo Nuevo na cidade e outras duas igrejas fora dela, presidente da Comissão Diocesana de Catequese e manteve um apostolado ativo junto aos jovens da Diocese, fundando um movimento juvenil. Durante vários anos, também lecionou no seminário interdiocesano dos Santos Carlos e Ambrósio em Havana.
Foi nomeado bispo da Diocese de Pinar del Río em 4 de dezembro de 1978. Foi ordenado no dia 14 de janeiro de 1979, pelas mãos de Dom Mario Tagliaferri, Pró-Núncio Apostólico em Cuba, na Catedral de São Carlos Borromeo em Matanzas, tendo como principais co-consagradores Dom Francisco Ricardo Oves Fernández, Arcebispo de San Cristóbal de la Habana, e Dom José Maximino Eusebio Domínguez y Rodríguez, Bispo de Matanzas. Sua posse se deu em 21 de janeiro.
Foi nomeado arcebispo de San Cristóbal de la Habana em 21 de novembro de 1981, tomando posse em 27 de dezembro. Em 1991 fundou a Caritas em Havana, fundando assim a Caritas Cuba e em 2011 o centro cultural Padre Félix Varela para a educação de leigos.
Foi criado cardeal no consistório de 26 de novembro de 1994, presidido por João Paulo II, recebendo o título de Cardeal Presbítero dos Santos Áquila e Priscila. Foi o segundo cardeal na história de Cuba.
Dom Jaime Ortega foi presidente da Conferência dos Bispos Católicos de Cuba quatro vezes (1988-1998, 2001-2007). De 1995 a 1999, foi segundo vice-presidente do Conselho Episcopal Latino-Americano e Caribenho (CELAM). Também foi consultor da Pontifícia Comissão para a América Latina.
Participou em diversas mediações e esforços humanitários perante o governo cubano. Em 1998, o arcebispo negociou a histórica viagem de João Paulo II a Cuba. Participou das negociações com o presidente Raúl Castro e o Ministro de Assuntos Exteriores da Espanha Miguel Ángel Moratinos, em 2010, que resultaram no perdão de 52 prisioneiros da Primavera Negra e consequente exílio na Espanha. Em 2014, Ortega intermediou mensagens secretas entre Raúl Castro, Barack Obama e o Papa Francisco. Essa reaproximação possibilitou o restabelecimento formal das relações entre os dois países em julho de 2015.
Dom Jaime apresentou sua renúncia em 2011, aos 75 anos, mas Bento XVI o confirmou no cargo; o Papa Francisco só aceitou sua renúncia em 26 de abril de 2016, um ano após visitar a ilha.
Em 2011, Cardeal Ortega recebeu a Ordem de Isabel a Católica no grau de Grã-Cruz do Reino da Espanha. Em 2015, recebeu do presidente François Hollande a Ordem Nacional da Legião de Honra no grau de Comendador. Também recebeu graus Honoris Causa da Barry University e St. Thomas University (Flórida), Universidade de São Francisco (Califórnia), Providence College (Rhode Island) e Boston College (Massachusetts). Em 2001, recebeu um doutorado Honoris Causa da St. John’s University (Nova Iorque).
Cardeal Jaime Ortega faleceu aos 82 anos, devido a um câncer no fígado.